# ریاضیات مصر باستان
|                                                                  |  |  |
| پاپیروس‌های ریند و مسکو، جزو آثار باقیمانده از ریاضیات مصر باستان |  |  |

ریاضیات مصر باستان به ریاضیات نوشته شده در زبان مصر با عددنویسی مصری اشاره دارد. از آنجایی که در دوره هلنی، یونانی مصر به عنوان زبان نوشتاری استفاده شده‌است، پژوهش‌های آن‌ها نیز به زبان مصری جایگزین شده‌است.
مطالعه ریاضی در مصر بعد در امویان و خلافت عباسی به عنوان بخشی از ریاضیات اسلامی ادامه دارد، از آن زمان به بعد زبان عربی زبان نوشتاری پژوهشگران مصری استفاده شده‌است.
| Z1 |

| Z1 |

| V20 |

| V20 |

| V1 |

| V1 |

| M12 |

| M12 |

| D50 |

| D50 |

| I8 |

| I8 |

| C11 |

| C11 |

جامع‌ترین متن ریاضی مصر پاپیروس ریند (برخی اوقات نیز به احمس پاپیروس پس از نویسنده آن نامیده می‌شود) به تاریخ به C است. همچنین ۱۶۵۰ سال قبل از میلاد، احتمال اینکه یک کپی از یک سند قدیمی تر از پادشاهی میانه در حدود ۱۸۰۰ تا ۲۰۰۰سال قبل از میلاد، وجود داشته باشد، زیاد است. این سند مرجع بزرگی برای دانش آموزان در علم حساب و هندسه می‌باشد. در آن علاوه بر ارائه فرمول‌ها و روش‌های محاسبه مساحت به روش‌های ضرب، تقسیم و کار با کسر واحد، اشاره شده‌است و همچنین شامل سایر شواهد دانش ریاضی، از جمله روش ترکیبی و اعداد اول، حساب، میانگین هندسی و هارمونیک. و فهم ساده از هر دو غربال اراتوستن و نظریه اعداد کامل می‌باشد، همچنین چگونگی حل مرتبه اول معادلات خطی همچنین حساب و سری هندسی را نشان می‌دهد.
دیگر متن ریاضی قابل توجه مصری، یکی دیگر از پاپیروس مسکو از دوره پادشاهی میانه، به تاریخ به C می‌باشد که به سال ۱۸۹۰ قبل از میلاد مسیح بر می‌گردد. این متن از آنچه امروز به مشکلات کلمه یا مشکلات داستان، که ظاهراً به عنوان سرگرمی در نظر گرفته شده‌است، نام تشکیل شده‌است. یکی از مشکلاتی که در آن نظر گرفته می‌شود و از اهمیت ویژه‌ای برخوردار است، یک روش برای پیدا کردن حجم مخروط ناقص (هرم ناقص) می‌باشد.
در نهایت، برلین پاپیروس ۶۶۱۹ (ج. ۱۸۰۰ قبل از میلاد) نشان می‌دهد که مصریان باستان می‌تواند یک معادله جبری مرتبه دوم را حل کند.

## هندسه مصر باستان

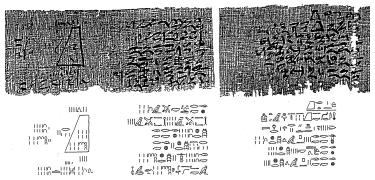
هندسه مصر باستان

هندسه در مصر باستان اشاره به دانش هندسه در میان مردمان مصر باستان در میان سال‌های ۳۰۰۰ پیش از میلاد تا ۳۰۰ پیش از میلاد مسیح دارد. مسئله‌های ریاضی کمی از مصر باستان به جا مانده‌است که به هندسه مربوط شود. مسئله‌های هندسی هم در پاپیروس ریاضی مسکو و هم در پاپیروس ریاضی رایند در هر دو آمده‌است. نمونه‌های حل شده نشان می‌دهد که مصریان باستان می‌توانستند سطح چندین شکل هندسی و حجم استوانه و هرم را به‌دست آورند. مصریان از بسیاری از شکل‌های هندسی در ابلیسک‌های خود استفاده می‌کردند.